# Brett Szabo
Brett Leon Szabo (* 1. Februar 1968 in Postville, Iowa) ist ein ehemaliger US-amerikanischer Basketballspieler.

## Werdegang
Szabo spielte als Heranwachsender in seiner Heimatstadt Basketball, Baseball und Golf. Er wurde 2005 in die Ruhmeshalle seiner Schule (Postville High School) aufgenommen. 1987 nahm er ein Studium an der Augustana University im Bundesstaat South Dakota auf. Der 2,11 Meter große Innenspieler gehörte bis 1990 zur Basketballmannschaft der Hochschule in der zweiten NCAA-Division. Mit 1510 Punkten in 116 Spielen stand Szabo beim Verlassen der Augustana University auf dem sechsten Platz der Hochschulbestenliste. Seine 602 Rebounds bedeuteten ebenfalls den sechsten und seine 1985 Blocks den ersten Rang. Aufnahme in die Sport-Ruhmeshalle der Hochschule fand er 2002.
Kurz nach seinem Hochschulabschluss 1991 begann er seine Laufbahn als Berufsbasketballspieler in Australien, dort stand er in Kilsyth bei Melbourne in der Liga SEABL unter Vertrag. Im Vorfeld der Saison 1991/92 spielte Szabo bei der NBA-Mannschaft Charlotte Hornets vor, erhielt aber keinen Vertrag, sondern spielte bei der Mannschaft Sioux Falls Skyforce in einer anderen US-Liga, der Continental Basketball Association (CBA). Auch in der Saison 1992/93 und in Teilen des Spieljahres 1993/94 stand er dort unter Vertrag. 1993/94 lief er in neun Spielen für eine andere CBA-Mannschaft, Rochester Renegade, auf. Bei den Harrisburg Hammerheads verbuchte Szabo in der Saison 1994/95 mit 5,6 Punkten und 5,5 Rebounds je Begegnung die besten statistischen Werte seiner CBA-Zeit. In derselben Saison bestritt er auch elf Spiele für die Mannschaft Rockford Lightning.
Szabo setzte seine Laufbahn im Ausland fort, stand in der Saison 1995/96 in der deutschen Basketball-Bundesliga bei der TG Landshut unter Vertrag. Im Oktober 1996 wurde er von den Boston Celtics verpflichtet. Anfang Januar 1997 wurde er aus dem Aufgebot gestrichen, wenige Tage später mittels eines Zehntagesvertrag erneut verpflichtet. Ende Januar 1997 wurde sein Arbeitspapier bis zum Ende der Saison 1996/97 ausgeweitet. Szabo kam bei Boston auf 70 NBA-Einsätzen, in denen er im Schnitt 2,2 Punkte und 2,4 Rebounds je Begegnung erzielte. Im Herbst 1997 trainierte er bei den Philadelphia 76ers mit, schaffte den Sprung in die Mannschaft aber nicht.
Beim belgischen Verein Castors Braine spielte der US-Amerikaner 1997/98, brachte es dort in zwölf Ligaeinsätzen auf 11,3 Punkte, 8,2 Rebounds je Begegnung. Von 1998 bis 2000 verstärkte er die Mannschaft BC Slovakofarma Pezinok aus der Slowakei. In beiden Jahren trat er mit Pezinok im europäischen Vereinswettbewerb Saporta Cup an. Da Szabo unter Diplopie litt, trug er als Basketballspieler lange Zeit eine Schutzbrille.